# Номограмма инструментального хода (НИХ)

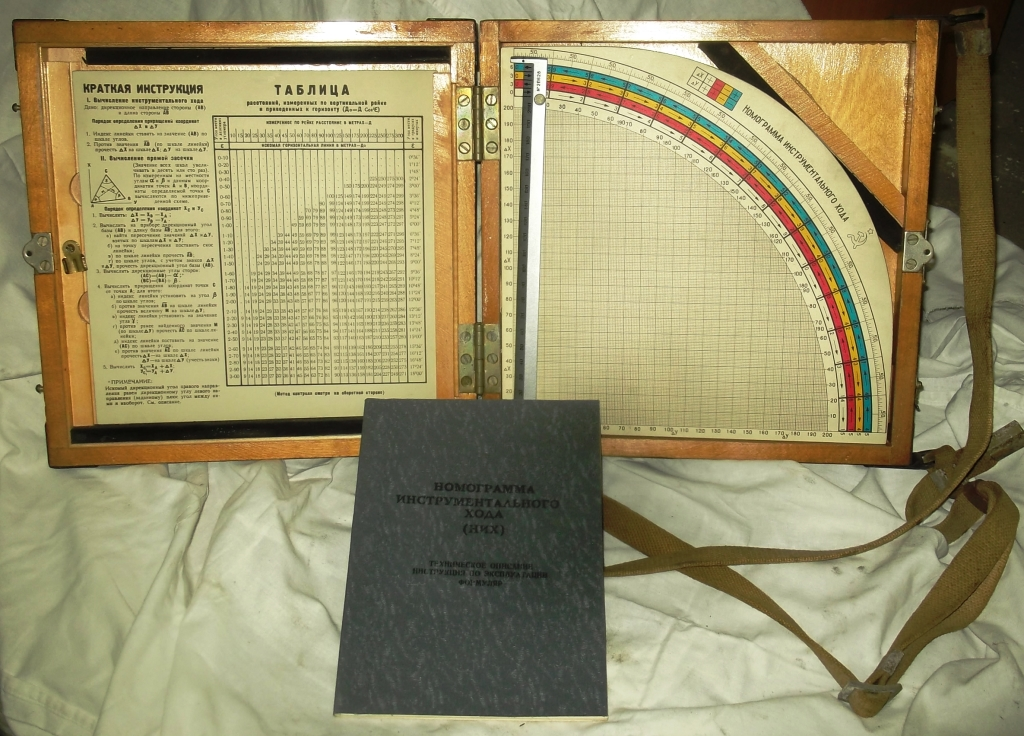
Комплект номограммы инструментального хода в ящике.

Номограмма инструментального хода (НИХ) предназначена для вычислительных работ в подразделениях артиллерийской топографической службы при ускоренном аналитическом способе топографической подготовки.
С помощью номограммы можно вычислять:
- приращения координат при прокладке хода артиллерийской буссолью или теодолитом;
- расстояния между точками, координаты которых известны;
- дирекционные углы направлений с одних точек на другие по их координатам;
- дальность до различных точек путём прямой засечки из двух других точек, координаты которых известны;
- расстояния до различных точек по заданной короткой базе и параллактическому углу;
- горизонтальные проекции сторон инструментального хода по их длинам и углам наклона (места).[1]

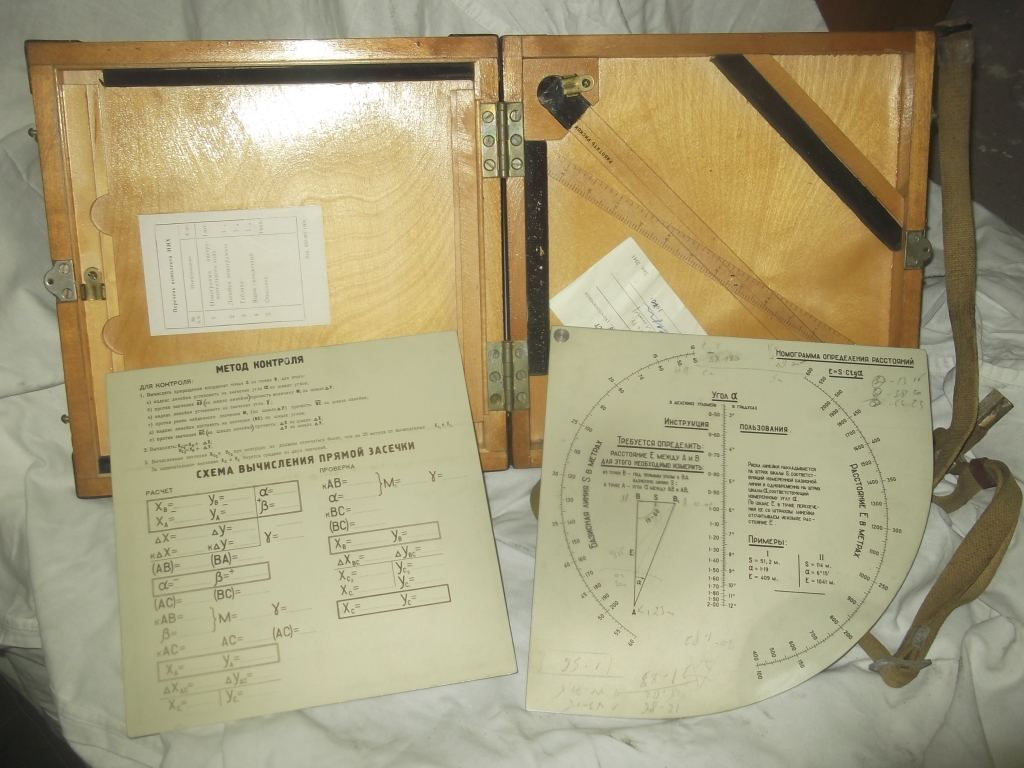
Номограмма инструментального хода с ящиком, обратная сторона пластин.

## Характеристики
Точность вычислений . . . 0,2 %
Цена деления угловой шкалы . . . 0-05
Цена делений координатной сетки и линейки дальностей . . . 1 мм
Вес комплекта в футляре . . . 1,7 кг
Габариты футляра . . . 300х280х45 мм

## Устройство
Комплект номограммы состоит из: номограммы, линейки номограммы, таблицы, описания и укладочного ящика с плечевым ремнём.
Номограмма представляет собой двухмиллиметровую алюминиевую пластину (планшет), на которую нанесены с одной стороны координатная сетка с осями {\displaystyle \vartriangle }Х и {\displaystyle \vartriangle }Y и шкалы дирекционных углов, а с другой - шкалы номограммы для определения расстояний по базисной линии и параллактическому углу. Координатная сетка и шкалы дирекционных углов нанесены на одной четверти геодезического круга, но благодаря специальной градуировке и различной окраске (белая, красная, жёлтая и синяя шкалы) они позволяют производить вычисления во всех четвертях круга. На свободном поле лицевой стороны пластины, над шкалами, помещена вспомогательная табличка, пользуясь которой легко определять по соответствующему цвету знаки (+ или -) приращений координат {\displaystyle \vartriangle }Х и {\displaystyle \vartriangle }Y . Координатная сетка нанесена через 1 мм, причём линии кратные 5 и 10, для удобства отсчёта утолщены. При масштабе 1:1000, 1 мм сетки соответствует 1 м приращения координат. В точке начала координат на оси закреплена металлическая линейка дальностей. На скошенной грани её нанесена миллиметровая шкала с ценой делений и оцифровкой, соответствующими координатным осям {\displaystyle \vartriangle }Х и {\displaystyle \vartriangle }Y  (по совмещении они совпадают). По шкале линейки  отсчитывают расстояния между точками. Для отсчёта углов на продолжении передней грани линейки нанесена риска.
На окрашенных шкалах и на скошенной грани линейки дальности нанесены стрелки, которые облегчают отсчёт в требуемом направлении.
Номограмма для определения расстояний по короткой базе и параллактическому углу, нанесённая на обратной стороне пластины, содержит две дуги с радиусом 100 мм и вертикальную ось между ними. Левая дуга является базисной линией S. Правая дуга является линией искомых расстояний Е в метрах. На вертикальном диаметре нанесена шкала углов α (параллактических углов): слева - в делениях угломера, справа - в градусах. На свободном поле номограммы напечатана краткая иснтрукция пользования ею.
Линейка служит для провешивания направлений по номограмме. Она представляет собой пластину из оргстекла. На нижней плоскости линейки нанесена продольная линия (риска). При работе линейку необходимо накладывать на номограмму риской вниз, чтобы исключить влияние параллакса.
Таблица также представляет собой алюминиевую пластину, на лицевой стороне которой напечатаны краткая инструкция и таблица расстояний, измеренных с помощью вертикальной рейки и углоизмерительного прибора и приведённых к горизонту. В верхней части таблицы помещены значения измеренных дальностей Д, слева указаны углы наклона (места) ɛ в делениях угломера (справа - те же углы в градусах), а на пересечениях столбцов и строк находятся соответствующие значения искомых дальностей Д0, вычисленные по формуле: Д0=ДCos2ԑ. На обратной стороне таблицы изложен метод контроля решений задачи прямой засечкой и дана схема записи, облегчающая вычисления.

## Принцип работы
В основу устройства номограммы положена тригонометрическая зависимость между длиной (модулем) радиус-вектора {\displaystyle \mid {\overline {AB}}\mid }* и длиной проекций его на оси  X и Y системы прямоугольных координат.
- Радиус-ветором (или просто вектором) называется направленный отрезок АВ, у которого точка А, рассматривается как начало, а точка В - конец.

Вектор изображается графически стрелкой и обозначается двумя большими буквами с чертой (иногда стрелкой) над ними, или одной маленькой буквой с чертой (стрелкой) над ней.
Длину вектора {\displaystyle {\overline {AB}}} обозначают знаком абсолютной величины (модуля {\displaystyle {\overline {AB}}}). Вектор, противоположный вектору {\displaystyle {\overline {AB}}}, обозначается {\displaystyle \ll -{\overline {AB}}\gg }. В топографии и геодезии положительным направлением оси Х принято считать северное направление оси абсцисс системы прямоугольных координат. Вектор, направленный против положительного направления оси Х, записывается со знаком "минус". Радиус-вектор точки В есть вектор {\displaystyle {\overline {AB}}}, соединяющий начало координат с точкой В.
Проекцией вектора {\displaystyle {\overline {AB}}} на ось Х (или Y) называют длину отрезка оси Х (или Y), ограниченного перпендикулярами, опущенными на ось Х (или Y) из концов вектора.
Эта зависимость выражается формулами:
{\displaystyle \mid {\overline {\vartriangle X}}\mid =\mid {\overline {AB}}\mid \cos {\sigma }}
{\displaystyle \mid {\overline {\vartriangle Y}}\mid =\mid {\overline {AB}}\mid \sin {\sigma }}, где
{\displaystyle \mid {\overline {AB}}\mid } - длина (модуль) радиус-вектора,
{\displaystyle \mid {\overline {\vartriangle X}}\mid ,\mid {\overline {\vartriangle Y}}\mid } - длины (модули) проекций радиус-вектора на оси X и Y,
{\displaystyle \sigma } - угол между положительным направлением оси Х и радиусом-вектором.
В номограмме осями X и Y системы прямоугольных координат являются стороны прямого угла, ограничивающего координатную сетку. Радиус-вектором служит линейка дальностей. За начало координат принят центр оси вращения линейки - точка А. Следовательно, длина линейки в определённом масштабе (например, 10 м в 1 мм) представляет длину радиус-вектора, т.е. расстояние между точками А и В.
Проекции вектора {\displaystyle {\overline {AB}}} на оси координат представляют приращения координат △X и △Y в том же масштабе, что и сам вектор. Благодаря такому устройству номограмма позволяет определять величины приращений △X и △Y, не производя вычислений по приведённым выше формулам, а лишь путём снятия соответствующих отсчётов с осей X и Y.
Решение обратной задачи - определение длины и направления радиус-вектора (т.е. нахождение расстояния между двумя точками и дирекционного угла направления) по известным приращениям координат,- как известно, сводится к решению следующих уравнений:
{\displaystyle AB={\sqrt {\vartriangle X^{2}+\vartriangle Y^{2}}},\sigma =\arctan {\vartriangle Y \over \vartriangle X}}
Эти величины( т.е. АВ и σ) номограмма позволяет находить также не производя вычислений, путём непосредственного снятия отсчётов по линейке дальностей и угломерным шкалам.
Устройство номограммы позволяет определять методом прямой засечки координаты любой точки С, если известны координаты двух других точек А и В и углы α и β, не представляет сложности.

## Аналоги
Во время второй мировой войны в немецких войсках применялась аналогичная номограмма: Streckenzugtafel